# Universal Order of Armageddon
Universal Order of Armageddon war eine Anfang der 1990er Jahre bestehende einflussreiche Emocore/Screamo-Band aus Baltimore, Maryland / USA.

## Geschichte
Obwohl die Band nur eine kurze Zeit existierte, gehörte sie zu den stilbildendsten Bands für spätere sogenannte Screamo-Bands.
Gegründet wurde sie 1992, wobei einige der Bandmitglieder vorher und nach der Band in zahlreichen anderen musikalischen Zusammenschlüssen aktiv waren. So etwa Tonie Joy, der früher schon bei den Emo-Pionieren Moss Icon sowie neben Universal Order of Armageddon auch bei der Hardcore-Punk-Band Born Against spielte.
1993 erfolgte mit der EP Symptom die erste Veröffentlichung der Band. Nach einem Split mit Born Against im selben Jahr, folgten 1994 noch drei Veröffentlichungen, ehe sich die Band auflöste. 1996 wurde die Diskografie der Bands zusammengefasst auf einer CD veröffentlicht.

## Stil
Die Band spielt einen härteren, experimentelleren Emo-Stil, der im Wesentlichen an die Musik von D.C.-Hardcore-Bands wie Moss Icon anknüpft. Dabei vereinigt die Gruppe in ihrem Stil chaotisch, teilweise extrem kakophonisch und aharmonisch wirkenden Songparts, mit härteren, straighteren Stellen. Dabei wechseln Lautstärke und Schnelligkeit, sowie weggetretener, anklagender Gesang und brachiale Schreie und geschriene Textzeilen. Der Sound der Band sollte damit den Sound späterer Screamo-Bands maßgeblich beeinflussen.
In einem Review zu der gleichnamigen 1994 erschienenen 12"-Platte heißt es metaphorisch zur Band:

“Distortion can be harnessed to multiple ends, from blissed-out hallucinatory filter to gruesome truncheon-to-the-senses means of abasement; just the same, the loud-fast tempo and standard distortion of punk rock can just as easily explode into a prism of meaning”

## Diskografie

### EPs/Splits
- Symptom, 7" (1993)
- Split mit Born Against, 7" (1993, Gravity 5 Records)
- A History Of Compassion And Justice?, 7" (1994, Leguna Armada)

### Alben/12"
- The Switch Is Down, 12" (1994)
- Self-Titled, 12" (1994, Gravity 12 Records)
- Discography, CD (1996)